# Nicolas Fernandez
Pour les articles homonymes, voir Nicolás Fernández (homonymie) et Fernández.
Nicolas Fernandez est un joueur international chilien de rink hockey. Ancien joueur du RAC Saint-Brieuc en France de 2009 à 2010 puis du Sporting CP au Portugal, il évolue, en 2015, au sein de l'US Coutras, club français.

## Palmarès
En 2015, il participe au championnat du monde de rink hockey en France.